# Port Royal (Carolina del Sud)
Port Royal è un comune degli Stati Uniti d'America, situato in Carolina del Sud, nella Contea di Beaufort.

## Società

### Evoluzione demografica
Abitanti censitiAnno0300060009000120001500018801910194019702000Popolazione